# بخش سردار جنگل
بخش سردار جنگل یکی از بخش‌های شهرستان فومن در استان گیلان در شمال ایران است.
مردم این بخش از قوم تالش هستند.

## تقسیمات کشوری
- بخش سردار جنگل
  - دهستان آلیان
  - دهستان سردار جنگل

شهرها: ماکلوان، ماسوله

## جمعیت
بنابر سرشماری مرکز آمار ایران، جمعیت بخش سردار جنگل شهرستان فومن در سال ۱۳۸۵ برابر با ۱۵۳۴۷ نفر بوده است.